# پانتون (آرکانزاس)
پانتون (به انگلیسی: Pontoon) یک منطقهٔ مسکونی در ایالات متحده آمریکا است که در شهرستان کانوی، آرکانزاس واقع شده‌است. پانتون ۹۸٫۱۵ متر بالاتر از سطح دریا واقع شده‌است.